# Kabinetscrisis over de huurwet

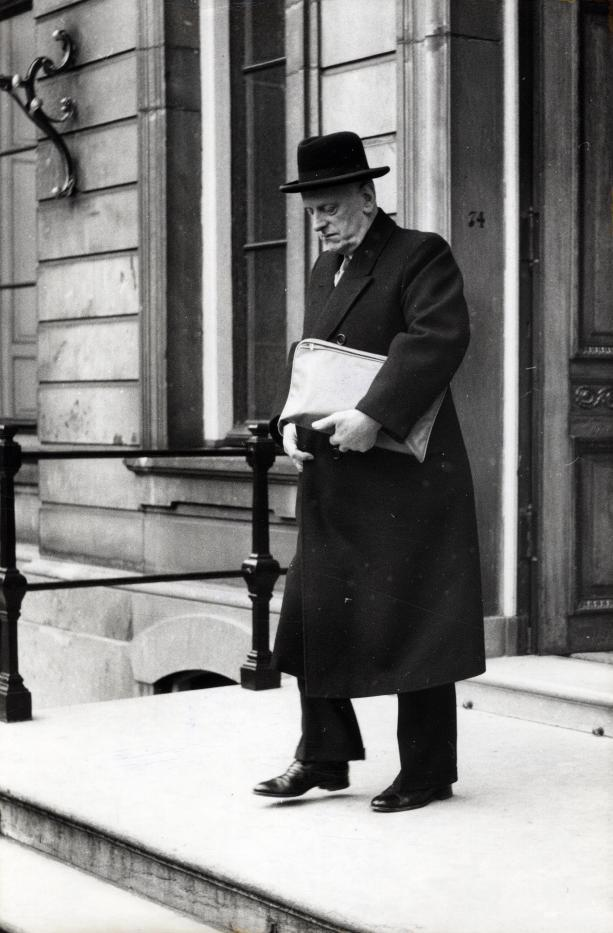
Eerste Kamervoorzitter Jonkman verlaat Paleis Lange Voorhout na als eerste een gesprek met de koningin te hebben gehad over de crisis (mei 1955).

De Huurwetcrisis was in 1955 een Nederlandse kabinetscrisis. Op 17 mei 1955 werd het ontwerp-Huurwet met 50 tegen 48 stemmen door de Tweede Kamer verworpen. Het kabinet-Drees II bood daarop zijn ontslag aan. Het conflict was het gevolg van een zakelijk geschil tussen vrijwel de gehele Kamer en het kabinet over een huurverhoging en belastingverlaging. Daarnaast ging het om een conflict tussen de Partij van de Arbeid (PvdA) en de andere coalitiepartijen.
Het kabinet had de huurverhoging en belastingverlaging aan elkaar gekoppeld, waardoor de Tweede Kamer beide zaken moest accepteren of verwerpen. Veel Tweede Kamerleden voelden zich hierdoor voor het blok gezet. Twee dissidenten bij ARP en CHU en de tegenstem van de gehele PvdA, alsmede van de oppositiepartijen VVD, SGP, KNP en CPN deden het voorstel sneuvelen.
Na een succesvolle lijmpoging door PvdA-fractievoorzitter Burger keerde het kabinet na zeventien dagen terug. Het zou tot oktober 1956 doorregeren.

## Huurverhoging en belastingverlaging
In de troonrede van 1954 werd een huurverhoging aangekondigd, gedeeltelijk in de vorm van een bestemmingsheffing. Vooral de PvdA wilde dat een deel van de huurverhoging zou worden 'afgeroomd'. De opbrengst daarvan moest worden besteed aan woningverbetering en aan financiering van de woningbouw. Verhoging van de huren werd algemeen wenselijk geacht, omdat deze ver waren achtergebleven bij de stijging van de kosten voor huiseigenaren.
Tevens wenste het kabinet een belastingverlaging per 1 januari 1956, omdat de belastingdruk in het eerste naoorlogse decennium sterk was gestegen. Bovendien zou daardoor het nadelige inkomenseffect van de huurverhoging worden gecompenseerd.
Tegen de gedachte van de bestemmingsheffing ontstond bezwaar in de Tweede Kamer (vooral bij de regeringspartijen KVP en ARP en bij oppositiepartij VVD).

## De kreupele Huurwet
Op 7 maart 1955 kwamen de ministers Witte en Van de Kieft met hun wetsvoorstellen. Het kabinet zag af van de bestemmingsheffing, omdat de technische uitwerking daarvan op bezwaren stuitte van KVP, ARP en CHU. De wel voorgestelde huurverhoging zou bovendien alleen gelden voor duurdere woningen (35 procent van alle woningen) en was lager dan de oorspronkelijk voorgestelde verhoging van tien procent. Men sprak wel van de 'kreupele' Huurwet.
Bij de belastingverlaging ging het om een bedrag van in totaal f 502 miljoen. Dat was bijna f 50 miljoen minder dan waaraan aanvankelijk was gedacht. Minister Van de Kieft achtte die vermindering nodig om oververhitting van de economie te voorkomen. De verlaging zou al op 1 juli 1955 kunnen ingaan.

## Voorlopig verslag
De eerste reacties in de Tweede Kamer op de voorstellen waren vernietigend. De PvdA bekritiseerde het ontbreken van een voorstel tot afroming en andere partijen vonden de huurverhoging te beperkt. Ook het met f 50 miljoen verminderen van de belastingverlaging stuitte op veel verzet. De PvdA keerde zich tegen de vervroeging van de belastingverlaging.
Als reactie op deze kritiek ging het kabinet ertoe over beide voorstellen aan elkaar te koppelen: zonder belastingverlaging geen huurverhoging en zonder huurverhoging geen belastingverlaging. Het kabinet besefte overigens dat als de Tweede Kamer het voorstel zou aannemen, dat dan met een geringe meerderheid zou zijn.

## Behandeling in de Tweede Kamer
In mei 1955 debatteerde de Tweede Kamer over het wetsvoorstel. Vanuit alle fracties kwam er kritiek. Zowel VVD als ARP stelden voor een algemene huurverhoging van tien procent door te voeren. Ook andere fracties, PvdA en CPN uitgezonderd, waren daar voor. Minister Witte wees dat echter af.
De PvdA had op haar beurt grote bedenkingen tegen een huurverhoging zonder afroming. Woordvoerder Bommer stelde daarom voor de huurverhoging maar uit te stellen, totdat hierover door het kabinet voorstellen zouden worden gedaan.
Minister Witte verdedigde zijn voorstel zonder al te veel overtuiging. Hij vond het zelf ook geen aantrekkelijk voorstel om te verdedigen, maar hij noemde de huurverhoging wel een stap in de goede richting. Over de bestemmingsheffing moest op een later tijdstip - na aanvaarding van het voorliggende wetsvoorstel - nog maar eens nagedacht worden.
Minister-president Drees wees de Kamer op de gevolgen van verwerping. Daarmee zou niet alleen de belastingverlaging, maar ook het voortbestaan van het kabinet op het spel komen te staan.

## Crisis
PvdA-fractievoorzitter Burger probeerde hierna nog een crisis te voorkomen door het indienen van een motie. Daarin werd voorgesteld de huurverhoging en de belastingverlaging weer te scheiden. Het kabinet was daartoe echter niet bereid, waarop Burger zijn motie introk.
Alle oppositiepartijen verklaarden hierna tegen te zullen stemmen. Oppositieleider Oud zei niet uit te zijn op een kabinetscrisis, maar zijn fractie kon op zakelijke gronden niet instemmen met het voorstel. PvdA-fractievoorzitter Burger meldde dat zijn fractie niet akkoord kon gaan met een huurverhoging zonder afroming. Hij voegde eraan toe dat die tegenstem geen afkeuring van het beleid van minister Witte inhield.
De fractievoorzitters van KVP, ARP en CHU deelden mee dat hun fracties, op enkele uitzonderingen na, vóór zouden stemmen om een kabinetscrisis te voorkomen. De CHU'er Schmal en de antirevolutionaire oud-premier Gerbrandy verklaarden echter niet te willen wijken voor de druk van het kabinet. Zij waren niet uit op de val van het kabinet, maar wilden niet vóór een wetsvoorstel stemmen waar zij eigenlijk tegen waren.
Het wetsvoorstel werd vervolgens met 50 tegen 48 stemmen verworpen. De val van het kabinet was een feit.

## Lijmpoging
Op 20 mei 1955 werd premier Drees gevraagd een lijmpoging te doen, maar daartoe achtte hij zich niet in staat. Dat kwam vooral omdat de KVP niet veel zag in herstel van de breuk. De KVP vond dat de PvdA, die in haar ogen de breuk had veroorzaakt, daarvoor moest 'betalen'. Als een formatiepoging mislukte, dienden er vervroegde verkiezingen te komen.
Opmerkelijk was dat Tweede Kamervoorzitter Rad Kortenhorst (tevens lid van de KVP-fractie), die door de koningin werd aangesteld als rapporteur, een andere opvatting had dan zijn eigen fractievoorzitter. Hij wilde wél dat er een serieuze poging zou worden ondernomen het kabinet te redden.
Op 25 mei 1955 werd Burger benoemd tot formateur met als opdracht de breuk te lijmen. Hij wist tot veler verrassing een compromis te bereiken, waarmee de regeringspartijen op 3 juni instemden.

## Het compromis
Het compromis dat werd gevonden, was een algemene huurverhoging van vijf procent voor vooroorlogse woningen, en een kleine verlaging van de grondbelasting en van de inkomstenbelasting voor huiseigenaren. De huurverhoging zou vervallen als huiseigenaren onvoldoende onderhoud pleegden. De algemene belastingverlaging werd teruggebracht van acht naar zes procent. De huurverhoging en belastingverlaging zouden al op 1 september 1955 ingaan.
De nieuwe voorstellen werden op 8 juli 1955 en 10 augustus 1955 aangenomen door respectievelijk de Tweede en Eerste Kamer.
De politieke wil om door te regeren was groter gebleken dan die om een breuk in de rooms-rode coalitie te veroorzaken. KVP-leider Romme durfde dat uiteindelijk toch niet aan. Bovendien was het compromis van Burger een knap stukje werk. De PvdA-fractie kreeg uiteindelijk weliswaar niet haar zin over de afroming, maar de clausule over woningverbetering werd door haar als winst gezien. En de PvdA-fractie had de eigen premier weerstaan, hetgeen haar politieke gezag ten goede kwam.